# Born, Börde
Born là một đô thị ở huyện Börde thuộc bang Sachsen-Anhalt, nước Đức. Đô thị Born, Börde có diện tích 20,62 kilômét vuông, dân số thời điểm ngày 31 tháng 12 năm 2006 là 239 người.